# 재즈민 설리번
재즈민 설리번(Jazmine Sullivan, 1987년 4월 9일~)은 미국의 싱어송라이터이다.